# راندي وولترس
راندي وولترس (بالهولندية: Randy Wolters)‏ (6 أبريل 1990 بلايدن في هولندا - ) هو لاعب كرة قدم هولندي في مركز الهجوم. لعب مع دين بوستش وغو أهد إيغلز وفي في في فينلو ونادي أوترخت ونادي إيمن.

## وصلات خارجية
- راندي وولترس على موقع قاعدة بيانات كرة القدم.إي يو (الإنجليزية)
- راندي وولترس على موقع Soccerway.com (الإنجليزية)
- راندي وولترس على موقع عالم كرة القدم.نت (الإنجليزية)